# Кровоизлияние в стекловидное тело
 Кровоизлияние в стекловидное тело  является кровоизлиянием или утечкой крови в областях  вокруг  и внутри стекловидного тела в глазу. Стекловидное тело — прозрачный гель, который заполняет пространство между хрусталиком и сетчаткой глаза. Разнообразие условий может привести к кровотечению в стекловидное тело, которое, в свою очередь, может привести к нарушению зрения, деструкции стекловидного тела и фотопсии.

## Причины
Есть много факторов, как известно, вызывающих кровоизлияние в стекловидное тело.

### Диабетическая ретинопатия
Наиболее распространённой причиной  у взрослых является диабетическая ретинопатия. Аномальные кровеносные сосуды могут образовываться в задней части глаза человека с диабетом. Эти новые кровеносные сосуды слабые и склонны к разрыву и кровотечению. Диабетическая ретинопатия составляет 31.5-54% всех случаев кровоизлияния в стекловидное тело у взрослых в Соединённых Штатах.

### Травма
Некоторые травмы могут привести к кровотечению из кровеносных сосудов в задней части глаза. Травма является ведущей причиной кровоизлияния в стекловидное тело у молодых людей, и составляет 12-18.8% случаев у взрослых.

### Разрыв или отрыв сетчатки
Разрыв в сетчатке может позволить жидкости из глаза просочиться  под сетчатку, что вызывает отслоение сетчатки. Когда это происходит, кровь из кровеносных сосудов сетчатки может попадать в стекловидное тело. Разрыв сетчатки является причиной для 11.4-44%  случаев кровоизлияния в стекловидное тело.

### Заднее отслоение стекловидного тела
По мере старости, карманы жидкости могут развиваться в стекловидном теле. Когда эти карманы развиваются вблизи задней части глаза, стекловидное тело может оторваться от сетчатки и, возможно, оторвать её. Заднее отслоение стекловидного тела составляет 3.7-11.7%  случаев кровоизлияний в стекловидное тело.

### Другие причины
Менее распространённые причины кровоизлияния в стекловидное тело составляют 6.4-18% случаев, и включают в себя такие, как:
- Пролиферативная  серповидно-клеточная ретинопатия
- Макроаневризм
- Возрастная макулярная дегенерация
- Синдром Терсона
- Неоваскуляризация сетчатки в результате отделения или центральной окклюзии вен сетчатки
- Другие - около 7 случаев из 100000 не могут быть  отнесены ни к каким  известным причинам.[3]

## Симптомы и диагностика
Общие симптомы кровоизлияния в стекловидное тело включают в себя:
- Нечеткое зрение
- Деструкция стекловидного тела - слабая паутина, как призрак, плавающая по полю зрения
- Красноватый оттенок поля зрения
- Фотопсия - короткие вспышки света в периферийном зрении [2]

Малое кровоизлияние в стекловидное тело, часто проявляется в виде «деструкции стекловидного тела». Умеренный случай часто приводит к тёмной полосе в поле зрения, в то время как сильное кровоизлияние в стекловидное тело может значительно ингибировать зрение.
Кровоизлияние в стекловидное тело диагностируется путём выявления симптомов при осмотре глаз, а также выполнение тестов для выявления причины. Некоторые общие тесты включают в себя:
- Исследование глаз с помощью микроскопа
- Расширение зрачка и экспертиза
- УЗИ обследование может быть использовано, если врач не имеет четкого представления о задней части глаза
- Анализы крови для проверки конкретных причин, таких как диабет
- КТ для проверки травм вокруг глаз
- Направление к специалисту по сетчатке [2]

## Лечение
Используемый метод лечения  зависит от причины кровотечения. В большинстве случаев, пациенту рекомендуется отдохнуть с приподнятой головой 30-45°, а иногда и поставить повязки на глаза, чтобы ограничить их движение до лечения, с тем чтобы позволить крови успокоиться. Пациентам также рекомендуется избегать лекарств, которые вызывают разжижение крови (например, аспирин или аналогичные препараты).
Цель лечения заключается в устранении причины кровотечения как можно быстрее. Разрывы сетчатки закрываются лазерной хирургией или криотерапией и отделившиеся фрагменты сетчатки возвращаются обратно хирургическим путём.
Даже после лечения,  может понадобиться несколько месяцев, чтобы очистить всю кровь из стекловидного тела. В случаях кровоизлияния в стекловидное тело из-за отслоения сетчатки, давнего кровоизлияния в стекловидное тело с продолжительностью более 2-3 месяцев, или случаях, связанных с покраснением радужной оболочки или глаукомы, витроэктомия может оказаться необходимой для удаления стоячей крови в стекловидном теле.